# Gran Premi de l'oest dels Estats Units del 1979
Resultats del Gran Premi de l'oest dels Estats Units de Fórmula 1 de la temporada 1979, disputat al circuit de Long Beach, el 8 d'abril del 1979.

## Resultats
| Pos | No | Pilot                 | Equip                | Voltes | Temps/ Retirada        | Pos. de sortida | Punts |
| --- | -- | --------------------- | -------------------- | ------ | ---------------------- | --------------- | ----- |
| 1   | 12 | Gilles Villeneuve     | Ferrari              | 80     | 1h 50' 25. 40          | 1               | 9     |
| 2   | 11 | Jody Scheckter        | Ferrari              | 80     | + 29.38 s              | 3               | 6     |
| 3   | 27 | Alan Jones            | Williams - Ford      | 80     | + 59.69 s              | 10              | 4     |
| 4   | 1  | Mario Andretti        | Lotus - Ford         | 80     | + 1' 04.33 min.        | 6               | 3     |
| 5   | 25 | Patrick Depailler     | Ligier - Ford        | 80     | + 1' 23.52 min.        | 4               | 2     |
| 6   | 4  | Jean Pierre Jarier    | Tyrrell - Ford       | 79     | + 1 Volta              | 7               | 1     |
| 7   | 18 | Elio de Angelis       | Shadow - Ford        | 78     | + 2 Voltes             | 20              |       |
| 8   | 6  | Nelson Piquet         | Brabham - Alfa Romeo | 78     | + 2 Voltes             | 12              |       |
| 9   | 30 | Jochen Mass           | Arrows - Ford        | 78     | + 2 Voltes             | 13              |       |
| DSQ | 3  | Didier Pironi         | Tyrrell - Ford       | 72     | Empès per sortir       | 17              |       |
| Ret | 31 | Hector Rebaque        | Lotus - Ford         | 71     | Accident               | 23              |       |
| Ret | 22 | Derek Daly            | Ensign - Ford        | 69     | Accident               | 24              |       |
| Ret | 7  | John Watson           | McLaren - Ford       | 62     | Injecció               | 18              |       |
| DSQ | 9  | Hans Joachim Stuck    | ATS - Ford           | 49     | Empès per sortir       | 21              |       |
| Ret | 28 | Clay Regazzoni        | Williams - Ford      | 48     | Motor                  | 15              |       |
| Ret | 17 | Jan Lammers           | Shadow - Ford        | 47     | Suspensions            | 14              |       |
| Ret | 29 | Riccardo Patrese      | Arrows - Ford        | 40     | Frens                  | 9               |       |
| Ret | 2  | Carlos Reutemann      | Lotus - Ford         | 21     | Transmissió            | 2               |       |
| Ret | 14 | Emerson Fittipaldi    | Fittipaldi - Ford    | 19     | Transmissió            | 16              |       |
| Ret | 24 | Arturo Merzario       | Merzario - Ford      | 13     | Motor                  | 22              |       |
| Ret | 26 | Jacques Laffite       | Ligier - Ford        | 8      | Frens                  | 5               |       |
| Ret | 20 | James Hunt            | Wolf - Ford          | 0      | Transmissió            | 8               |       |
| Ret | 5  | Niki Lauda            | Brabham - Alfa Romeo | 0      | Accident               | 11              |       |
| Ret | 8  | Patrick Tambay        | McLaren - Ford       | 0      | Col·lisió              | 19              |       |
| NVS | 16 | René Arnoux           | Renault              |        | Retirat                |                 |       |
| NVS | 15 | Jean Pierre Jabouille | Renault              |        | Ferit a les pràctiques |                 |       |

## Altres
- Pole: Gilles Villeneuve 1' 18. 825

- Volta ràpida: Gilles Villeneuve 1' 21. 200